# Danila Comastri Montanari
Danila Comastri Montanari (Bolonha, 4 de novembro de 1948 – Bolonha, 28 de julho de 2023) foi uma escritora italiana de romance policial histórico. Ela criou a série do personagem fictício, Senador Romano: Públio Aurélio Estácio.

## Biografia
Formada em Pedagogia e Ciência Política, há vinte anos ensinava e viajava pelos quatro cantos do mundo. Em 1990, escreveu seu primeiro romance: Mors Tua e desde então se dedicava ao exercício da escrita.
Ela é considerada uma rainha na área dos livros policiais históricos na Itália, conquistando críticos e leitores lá e em países como França, Alemanha, Espanha, Grécia, Holanda e Romênia.
Sua obra é caracterizada por uma escrita culta atrelada a termos de origem do Latim. Além da série de Públio Aurélio, Danila escreveu outros romances e histórias passadas em diferentes períodos históricos.
Ela morreu em 28 de julho de 2023.

## Obras

### Série Públio Aurélio
- Mors tua (1990)
- In corpore sano (1991)
- Cave canem (1993) Brasil: (Editora Record, 2009)
- Morituri te salutant (1994) Brasil: (Editora Record, 2011)
- Parce sepulto (1996)
- Cui prodest? (1997)
- Spes ultima dea (1999)
- Scelera (2000)
- Gallia est (2001)
- Saturnalia (2002)
- Ars moriendi - Un'indagine a Pompei (2003)
- Olympia - Un'indagine ai giochi ellenici (2004)
- Tenebrae (2005)
- Nemesis (2007)
- Dura Lex (2009)
- Tabula Rasa (2011)
- Pallida Mors (2013)
- Saxa rubra (2015)
- Ludus in fabula (2017)

### Outros romances
- Ricette per un delitto (1995)
- La campana dell'arciprete (1996)
- Il panno di Mastro Gervaso (1997)
- Una strada giallo sangue (1999)
- Istigazione a delinquere (2003)
- Terrore (2008)

### Ensaio
- Giallo antico: Come si scrive un poliziesco storico (2007)